# Blackfoot (Idaho)
Blackfoot is een plaats (city) in de Amerikaanse staat Idaho, en valt bestuurlijk gezien onder Bingham County.

## Demografie
Bij de volkstelling in 2000 werd het aantal inwoners vastgesteld op 10.419.
In 2006 is het aantal inwoners door het United States Census Bureau geschat op 11.007, een stijging van 588 (5,6%).

## Geografie
Volgens het United States Census Bureau beslaat de plaats een oppervlakte van
14,7 km², waarvan 14,0 km² land en 0,7 km² water. Blackfoot ligt op ongeveer 1371 m boven zeeniveau.

## Plaatsen in de nabije omgeving
De onderstaande figuur toont nabijgelegen plaatsen in een straal van 36 km rond Blackfoot.